# Alpaida cuiaba
Alpaida cuiaba är en spindelart som beskrevs av Levi 1988. Alpaida cuiaba ingår i släktet Alpaida och familjen hjulspindlar. Inga underarter finns listade i Catalogue of Life.